# Quitman (Geórgia)
Quitman é uma cidade localizada no estado americano de Geórgia, no Condado de Brooks.

## Demografia
Segundo o censo americano de 2000, a sua população era de 4638 habitantes. Em 2006, foi estimada uma população de 4616, um decréscimo de 22 (-0.5%).

## Geografia
De acordo com o United States Census Bureau, a cidade tem uma área de 10,0 km², dos quais 0,1 km² são cobertos por água. Quitman localiza-se a aproximadamente 67 m acima do nível do mar.

## Localidades na vizinhança
O diagrama seguinte representa as localidades num raio de 28 km ao redor de Quitman.